# Arkaitz Durán
Arkaitz Durán Aroca (* 18. Mai 1986 in Vitoria) ist ein ehemaliger spanischer Radrennfahrer.

## Werdegang
Durán schloss sich zur Saison 2006 dem UCI ProTeam Saunier Duval-Prodir an, bei dem er bis zu dessen Auflösung am Ende der Saison 2011 blieb. In dieser Zeit startete er bei vier großen Landesrundfahrten, wobei Rang 40 in der Vuelta a España 2009 seine beste Platzierung war.
Nach 2012 bestritt er Rennen für kleinere spanische und portugiesische Radsportteams. Bis zum Ende seiner Karriere im Jahr 2015 gewann er keine internationalen Wettbewerbe. Sein bedeutendster Erfolg in einem nationalen Rennen war der Gesamtsieg der Kantabrien-Rundfahrt 2012.
Arkaitz Durán ist ein Sohn des ehemaligen Cyclocross-Fahrers Benito Durán.

## Grand-Tour-Platzierungen
| Grand Tour            | 2007 | 2008 | 2009 | 2010 |
| --------------------- | ---- | ---- | ---- | ---- |
| Giro d’ItaliaGiro     | –    | –    | –    | –    |
| Tour de FranceTour    | –    | –    | –    | 78   |
| Vuelta a EspañaVuelta | DNF  | –    | 40   | DNF  |